# جزيرة ميراك الصغرى
جزيرة ميراك الصغرى وهي جزيرة من جزر إندونيسيا، وتقع في المحيط الهندي غرب جاوة، في إقليم بنتن.